# 光化学反応
光化学反応（こうかがくはんのう、英語: photochemical reaction, light‐dependent reaction）は、物質が光を吸収して化学反応を起こす現象であり、一般には、色素分子が光エネルギーを吸収し、励起された電子が飛び出し、物質の酸化還元を引き起こすものであるが、特に生物学で光合成の過程に含まれるこのような化学反応を指す。光合成における光化学反応では、特定のクロロフィル分子がこの反応を起こし、還元物質NADPHやATPの合成の源となる。酸素発生型光合成では光化学反応により水を電子供与体として用い、酸素を発生し（=水の光分解）、炭酸ガスを還元する。光合成系に含まれる多数のクロロフィル分子のうち光化学反応を起こすのは特定の分子（二量体）だけなので、クロロフィルの特別ペア (special pair) という。これ以外のクロロフィルは、集光色素または電子受容体などとしてはたらく。
なお、光化学反応は広義には「光化学反応に関わる電子伝達系全て」を指すが、狭義には「光エネルギーの関与する光化学系複合体I、IIの反応」を指す。本記事では広義の光化学反応を解説する。明反応（めいはんのう）などとも呼ばれている。

## 光化学反応の種類
光化学反応は、その電子伝達過程によっていくつかの種類がある。また酸素発生型と酸素非発生型の光合成も光化学反応を担う複合体の数や種類などが異なっている。
- 酸素発生型
  - 非循環的電子伝達系
  - 循環的電子伝達系
- 酸素非発生型
  - 緑色硫黄細菌型（循環型光リン酸化）
  - 紅色非硫黄細菌型（非循環的光リン酸化）

この中でも、緑色植物の担う酸素発生型光合成の非循環型電子伝達系が「水の光分解」、すなわち酸素の発生に関与する光化学系反応であり、もっとも研究が進んでいる。循環的電子伝達系は緑色植物の中ではATP合成の補助的な役割を担っていると考えられている。なお、酸素発生型の光化学系複合体 (I, III) はそれぞれ、酸素非発生型の光化学系複合体と相同性があると言われている。詳細は以下に述べる。

## 非循環的電子伝達系
光化学反応の非循環的電子伝達系は水の光分解を行い、植物のみならず地球科学的にも非常に重要な反応を担っている。しかしながら、いくつかのタンパク質複合体が関与する複雑な反応系の一つでもあり、その詳細が今でも明らかになっているとは言いがたい。しかしながら、光化学反応の最初の研究でもあるヒル反応が観察された1939年以降、光化学系複合体の反応中心粒子の立体構造が明らかになり、その電子伝達過程が極めて短い時間内におきていることも明らかになっている。以下に、光化学反応を担当するタンパク質複合体および個々の電子伝達反応について述べる。
光化学反応は以下のタンパク質複合体により行なわれる。
- 光化学系複合体II（光化学系II）
- シトクロムb6/f複合体
- 光化学系複合体I（光化学系I）
- CFo-CF1ATP合成酵素

上記のタンパク質複合体は全て葉緑体のチラコイド膜に配置しており、構造解析は困難を極める。
非循環的電子伝達系を単純化すると、以下の段階に分けられる。
1. 光化学系IIにて光エネルギーを吸収し、色素分子が励起されて複合体全体で酸化還元反応が起き、水が分解されて電子が引き出される。この時に、発生するプロトンはそのままプロトン濃度勾配となる。
2. 光化学系IIで供与された電子はプラストキノンを通じてシトクロムb6/f複合体に伝達され、プロトンポンプおよびスカラー反応が起き、プロトン濃度勾配が形成される。
3. 電子はシトクロムb6/f複合体からプラストシアニンを通じて光エネルギーを受けて励起した光化学系Iに伝達される。
4. 光化学系Iで再び電子は光エネルギーを受けて励起され、酸化還元電位の低いフェレドキシンに伝達される。
5. 還元型フェレドキシンは、光化学系Iに含まれるフェレドキシン-NADP+レダクターゼ (FNR) で触媒され、光化学系の最終的な還元物質NADPHが生産される。
6. 1.および2.で発生したチラコイド内腔側に発生するプロトン濃度勾配を利用してCFo-CF1ATP合成酵素でATPのリン酸化が行なわれる（光リン酸化）。

5.および6.で合成されたNADPHおよびATPは、カルビン - ベンソン回路にて炭酸固定に用いられる。なお、非循環的電子伝達系の収支式は以下の通りである。
- 12H2O + 12NADP+ → 6O2 + 12NADPH + 12H+in
- 72H+in + 24ADP + 24Pi（リン酸） → 72H+out + 24ATP

### 光化学系II（PSII）における反応
光化学系II（PSII）では水の光分解を行い酸素を発生し、得られた電子をプラストキノン（plastoquinone）に伝達する反応が行なわれる。同時にプロトン濃度勾配の形成も行なっている。PSII pigment-protein complexはヨハン・ダイゼンホーファー、ロベルト・フーバー、ハルトムート・ミヒェルらが三次元構造を決定し、2002年には日本の沈建仁（岡山大学）、神谷信夫（大阪市立大学）らのグループ、2004年ロンドンのBarberらのグループそして2005年ベルリンのZouniおよびSaengerらのグループによるX線結晶構造解析によって、その構成が明らかになりつつあるが、全構成要素の帰属、特に マンガンクラスターと呼ばれる活性中心の詳細な構造は明らかになっておらず、光エネルギーの産業的利用の面からもさらなる高分解能の構造解明が待たれるところである。
- 反応中心（反応中心P680、4つのクロロフィル＝マルチマーモデル）
- アンテナ色素タンパク質
- 酸素発生に寄与すると考えられる3種類のサブユニット
- 他、機能不明の数種のサブユニット
- 水の光分解活性中心としてマンガン、他カルシウム、塩素といった無機イオン

PSIIは紅色光合成細菌の反応中心（bacterial photosynthetic reaction center、bRC）と配列類似性が高いと言われている。以下に、反応ステップの詳細を述べる。
1. アンテナ色素タンパク質によって集光された680 nmの波長の光でクロロフィルの反応中心のクロロフィルが励起される。
2. クロロフィルマルチマーから電子が放出されフェオフィチンPheoD1へ電子が移動する。
3. 電子はプラストキノンQAさらにプラストキノンQBへと移動する。QBは2回還元されてQBH2を形成した後、タンパク質内の結合サイトから離脱、キノンプールへ移動する。
4. 2.の反応と共役してマンガン・カルシウムクラスター (Mn-cluster) が酸化される。マンガンクラスターの酸化状態は最も酸化度の低いS0状態からS1、S2、S3とさらに酸化された状態をとることができる。最終的に遷移状態のS4を経てS0状態に戻る際に、水分子がマンガンクラスター上で酸素分子に酸化される。

S0状態が最も酸化度は低いが、通常マンガンクラスターは通常S1状態での存在がもっとも多く見受けられる。これは、YZと対の関係にあるYD (D2-Tyr160, TyrD) がS0状態をS1状態に酸化するためであるといわれている。
P680近傍のチロシンD1-Tyr161あるいはTyrZ、YZに電子伝達され、マンガンクラスターはS4状態で水を分解して還元型S0状態に戻る。
光化学系IIにおける収支式は以下の通りである。
- 12H2O + 12プラストキノン (PQox) → 24H+in + 6O2 + 12プラストキノール（PQred、還元型プラストキノン）

### シトクロムb6/f複合体における反応
シトクロムb6/f複合体ではプラストキノールから電子を受け取り、電子伝達過程でプロトンポンプおよびスカラー反応を起こしプロトン濃度勾配を発生させる。そして、最終的に酸化型プラストシアニンに電子を伝達する。シトクロムb6/f複合体は呼吸鎖複合体IIIと極めてサブユニット構成および諸反応が似ている。なおサブユニット構成は以下のようになっている。
- シトクロムb6
- シトクロムf
- プラストキノン2個
- リスケ型Fe-Sタンパク質
- 他、3種類のタンパク質

シトクロムb6/f複合体の電子伝達過程は、呼吸鎖複合体と同様に2種類存在し、以下のような電子伝達過程を経る。
- PQred → リスケFe-Sタンパク質 → 酸化型プラストシアニン (PCyox)
- PQred → ヘムbL → ヘムbH → リスケFe-Sタンパク質 → PCyox

シトクロムb6/f複合体の収支式は以下の通りである。
- 12PQred + 24H+out + 24PCyox (Cu2+) → 12PQox + 48H+in + 24PCyred (Cu+)

### 光化学系I (PSI) における反応
光化学系I (PSI) は還元型プラストシアニンから受け取った電子をフェレドキシンに伝達し、還元型フェレドキシンからNADP+に電子伝達を行い、最終還元物質であるNADPHを生産する。PSIの構造は以下の通りである。
- 反応中心（P700、電子受容体クロロフィルA-1、A0、フィロキノンA1、鉄 - 硫黄クラスターFX、FA、FB）

PSI反応中心は緑色硫黄細菌の光化学系反応中心と配列類似性が高いと言われている。以下に、反応段階の詳細を述べる。
1. アンテナ色素タンパク質によって集光された700 nmの波長の光でクロロフィルスペシャルペアP700が励起される。
2. P700から電子が放出され近傍に存在するクロロフィルA-1、A0、フィロキノンA1、鉄 - 硫黄クラスターFX、FA、FBを通じて電子が伝達される。

1. 還元型フェレドキシン (Fdred) はFNRによって触媒され、NADPHを生産する。

光化学系Iにおける収支式は以下の通りである。
{\displaystyle {\ce {24PCyred\ + 12Fd_{ox}(2Fe^{3+}) -> 24PCy_{ox}\ + 12Fd_{red}(2Fe^{2+})}}}
{\displaystyle {\ce {12Fd_{red}\ + 12NADP^+ -> 12Fd_{ox}\ + 12NADPH}}}（→カルビン-ベンソン回路へ）

### CFo-CF1ATP合成酵素における反応
CFo-CF1ATP合成酵素では、ミトコンドリアのFo-F1ATP合成酵素と同様、プロトン濃度勾配を利用してATPの合成を行なっている。ただし、プロトン濃度勾配形成法よりCFo-CF1ATP合成酵素で行なわれるリン酸化反応は光リン酸化と呼ばれている。収支式は以下の通りである。
{\displaystyle {\ce {72H^+ in\ + 24ADP\ + 24Pi -> 72H^+out\ + 24ATP ->}}} カルビン-ベンソン回路へ
なお、CFo-CF1ATP合成酵素はATPアーゼの特徴であるスルフヒドリル基が昼夜によって変化し、昼間は活性が高く、夜間はその活性が低い。
- 昼間：チオレドキシンによって還元されスルフヒドリル基となる。
- 夜間：スルフヒドリル基が酸化されてS-S結合して、活性が低下する。

この調節機構は、光合成のできない夜間にCF1部位での無駄なATPの分解を防ぐ役割がある。

## 循環的電子伝達系
酸素発生型光合成の循環的電子伝達系は光化学系Iの反応を通じて、より光リン酸化を効率的に行なう反応系である。膜を介した物質輸送（能動輸送）などに多量のATPが必要であり、葉緑体もその例外ではない。しかしながら非循環的電子伝達系のみで生産されるプロトン濃度勾配のみではATPの合成が追いつかず、循環的電子伝達系が存在していると考えられる。循環的電子伝達系の経路は以下の通りである。
1. 光化学系Iが光エネルギーを受けて、初発電子受容体に電子伝達を行う。
2. 初発電子受容体からFe-Sクラスターを経て、フェレドキシンに伝達される。
3. フェレドキシンからプラストキノンへ伝達される。
4. プラストキノールはシトクロムb6/f複合体で還元される。
5. 1.に戻る。

シトクロムb6/f複合体を電子が通過するたびに4プロトンがチラコイド内腔へ輸送され、プロトン濃度勾配を形成する。

## 酸素非発生型光合成の電子伝達系
酸素非発生型光合成は光合成細菌の行なう光合成反応である。紅色非硫黄細菌の行うものは、最終電子受容体として酸素を用いる非循環的電子伝達系に対し、緑色硫黄細菌では循環的電子伝達系が見られる。緑色植物との違いは酸素を発生しないこともあるが、なにより光化学反応系の所在にあり、真正細菌では反応中心粒子が細胞膜に存在するために呼吸鎖複合体との共同的な働きが行なわれる。

### 紅色光合成細菌の光化学反応
紅色非硫黄細菌の光化学系は非循環的であり、酸素を最終電子受容体とするが、その電子の一部は[エネルギー依存性電子の逆行]という反応からNAD+に伝達されるものも存在する。紅色光合成細菌（紅色非硫黄細菌）の光化学系構成 は以下の通りである。
- 光化学反応複合体 (Rhodobactor sphaeroidesの場合)

- - 反応中心P870、バクテリオフェオフィチン、QA（ユビキノン）、QB（ユビキノン）
- ユビキノン
- シトクロムbc1複合体（呼吸鎖複合体III）
- シトクロムc2
- シトクロムオキシダーゼ（呼吸鎖複合体IV）

反応中心P870はバクテリオクロロフィルの2量体、すなわちスペシャルペアである。電子供与体としては有機物異化代謝系由来のユビキノンが光化学反応に使用されている。その電子伝達経路は以下の通りである。
1. 反応中心粒子P870が光エネルギーを吸収し、電子が励起される。
2. 励起された電子はバクテリオフェオフィチン（酸化還元電位、E0'= -0.4 - 0.6 V）に伝達される。
3. 電子はQAおよびQBの順に電子伝達を受ける
4. 電子は光化学系複合体に含まれないユビキノン（E0'= -0.1V）に伝達され、ここで2通りの電子伝達経路を経る
  1. シトクロムbc1複合体 (E0'= 0.2V) に電子伝達される。
  2. エネルギー依存性電子の逆行反応（プロトン濃度勾配のエネルギーを用いる）によりNAD+ (E0'= -0.4V) に電子伝達される。
5. シトクロムbc1複合体はシトクロムc2 (E0'= 0.4V) に電子伝達を行う。この時にプロトンキノンサイクル機構によりプロトン濃度勾配が生じる（→プロトンキノンサイクル機構についてはユビキノンを参照）。
6. シトクロムc2複合体に伝達された電子も、以下の2通りの電子伝達経路を経る。
  1. シトクロムオキシダーゼに電子伝達され、最終電子受容体の酸素に受け渡される。
  2. 光化学反応複合体に再び戻り、反応中心粒子P870の電子を補完する（1. に戻る）。

紅色非硫黄細菌の光化学反応は還元物質NADHの生産を直接行なうことは無く、むしろATP合成を主たる目的としていると考えられる。

### 緑色硫黄光合成細菌の光化学反応
緑色硫黄細菌の光化学反応複合体は、緑色植物の光化学系複合体Ⅰに似ていると言われている。その違いはバクテリオクロロフィルおよび還元物質としてNADHを生産することである。緑色硫黄細菌の光化学反応は緑色植物の電子循環的電子伝達系（光化学系複合体Iを参照）にも良く似る。緑色硫黄細菌の光化学系構成は以下の通りである。
- 光化学反応複合体
  - 反応中心P840、バクテリオクロロフィル、メナキノン（ビタミンK2）、鉄・硫黄クラスター (FX, FA, FB)
- フェレドキシン
- NAD+
- メナキノン
- シトクロムbc1複合体（呼吸鎖複合体III）
- シトクロムc

反応中心粒子は紅色非硫黄細菌と同様、バクテリオクロロフィルのスペシャルペアである。電子は循環的に上記の電子伝達系を回転し、光エネルギーで励起されてプロトン濃度勾配形成のエネルギーを得る。電子伝達過程は以下の通りである。
1. 反応中心P840が光エネルギーを吸収し、電子が励起される。
2. 酸化還元電位の極めて低いバクテリオクロロフィルを初発電子受容体 (A0, E0'= -1.2V) として電子伝達を行う。
3. 次にA1（バクテリオクロロフィル、E0'= -0.8V）、鉄・硫黄クラスター (FX, A, B, E0'= -0.45V) を経てフェレドキシン (E0'= -0.4V) に電子伝達される。
4. フェレドキシンからNAD+へ電子伝達が行われ、還元物質NADHが生成され、呼吸鎖複合体Iで酸化を受ける。その際、プロトン濃度勾配が形成される。
5. 複合体Iからメナキノン (E0'= 0.1V)、シトクロムbc1複合体 (E0'= 0.15V) へ電子伝達される。その際。再びプロトン濃度勾配が発生する。
6. シトクロムbc1複合体はシトクロムc (E0'= 0.2V) に電子伝達を行い、電子は再びP840に戻る（1. に戻る）。

緑色硫黄細菌の光化学反応系も呼吸鎖の駆動に使用されており、ATP合成がその主たる目的であると考えられる。緑色硫黄細菌については経路が不明な箇所も存在し（例えばA0、A1がバクテリオクロロフィルであると言う確証は得られていない）、今後の研究が待たれる。

## バクテリオロドプシン
バクテリオロドプシンは古細菌の高度好塩菌（ハロアーキア）の紫膜にみられる分子量27,000の膜タンパク質であり、レチナール分子で光を吸収してプロトン濃度勾配を形成するプロトンポンプである。高度好塩菌には光合成経路（炭素固定経路）は一切存在しないが、光化学反応という観点より、バクテリオロドプシンの反応もその範疇に入れられることが多い。反応素過程はバクテリオロドプシンが単体で行なうものであり、電子伝達経路の一切が存在しない。
形成されたプロトン濃度勾配はATP合成に用いられ、光リン酸化反応が見られる。高度好塩菌は、有機物を酸化し酸素を最終電子受容体としてATP合成を行う通常の好気呼吸をおこなうが、飽和塩濃度では酸素溶解度が低下することからこのような光化学反応を獲得したと考えられている。
したがって、バクテリオロドプシンの誘導条件は
- 光の存在
- 低酸素濃度

の2点である。こうした条件では高度好塩菌はまさに光合成従属栄養的に生育する。
21世紀に入り、バクテリオロドプシンが古細菌だけでなく、細菌にも広く分布していることが明らかとなった。ただし、バクテリオロドプシンをもつ原核生物のうちで光合成経路をもつものはいまだに見つかっていない。